# 喻丹
喻丹（1987年8月18日—），四川内江东兴区人，中国女子射击運動員。

## 簡介
2004年4月，射击教練蒋卫东在内江三中遇到了练习田径的喻丹，一下就发现她的眼睛特别清澈、有神，是難得一見的射击奇才，於是把她帶到东兴区业余体校练习射击。果然，喻丹只入校两个多月，其射击成绩已超过校內其他师兄师姐，很快便脱颖而出。同年8月，蒋卫东讓喻丹報名參加在内江进行的四川省射击比赛；结果，才正式练习射击3个多月的喻丹，一举在女子卧射60发项目中拿下冠军。及至10月，喻丹被选进四川省射击队集训，在短短6个月期间从一名初学者變成省队运动员。
2012年，喻丹代表中国出戰英國倫敦舉行的奥林匹克运动会射擊比賽女子10米空氣步槍賽事，並取得第三名銅牌的佳績。